# Очин, Олег Фёдорович
Олег Фёдорович Очин (род. 22 декабря 1950, Новгород, РСФСР, СССР) — советский и российский учёный, политический деятель, депутат Государственной Думы ФС РФ первого созыва (1993—1995), заместитель министра промышленности Правительства Московской области по научной и инновационной деятельности, доктор экономических наук.

## Биография
В 1973 году получил высшее образование по специальности «конструктор-технолог радио и электронной аппаратуры» в Новгородском политехническом институте. С 1974 года по 1990 год работал в Новгородском политехническом институте научным сотрудником, преподавателем, проректором. В 1979 году окончил аспирантуру Московского высшего технического училища им. Н. Э. Баумана, защитил диссертацию кандидата технических наук. В 1978 году вступил в члены КПСС, был членом партии до 1990 года. Работал секретарём партийной организации КПСС в институте, был членом городского комитета и областного комитета КПСС.
В 1990 году избран делегатом XXVIII съезда Коммунистической партии Советского Союза. В 1990 году избран депутатом и председателем Новгородского городского Совета народных депутатов. С 1991 по 1992 год работал в Администрации Новгородской области в должности заместителя главы. В 1992—1993 году работал генеральным директором в организациях «Европа-Америка-500» и «Интерсервис».
В 1993 году избран депутатом Государственной думы Федерального Собрания Российской Федерации первого созыва от Новгородского одномандатного избирательного округа № 123, был выдвинут Партией российского единства и согласия. В Государственной думе был членом комитета по международным делам, входил в депутатскую группу «Новая региональная политика».
С 2000 года по 2004 год работал в Министерстве промышленности и науки Московской области начальником управления науки. В 2004 году назначен на должность заместителя Министра промышленности и науки Московской области. В 2007 году работал в ОАО «Банк ВТБ» советником председателя банка, в 2011 году — член Совета директоров компании «Кавикорм».